# Rapssandbi
Rapssandbi (Andrena bimaculata) är en art i insektsordningen steklar som tillhör överfamiljen bin och familjen grävbin.

## Beskrivning
Rapssandbiet har en mellankropp klädd i brungrå päls. Bakkroppen är ljushårig på tergit 1 och 2, medan bakkroppen är övervägande svart, dock med gradvis ljusnande band mot tergiternas bakkanter. Hanen är mycket svår att skilja från hanar av andra sandbin utan en dissektion av könsorganen. Vissa honor kan ha omfattande, röda markeringar på undersidan av bakkroppen. Arten är stor för att vara ett sandbi, med en kroppslängd på 13 till 14 mm.

## Ekologi
Habitatet är växlande, från sandiga marker, inte minst i Sverige, både i kuperade områden och stäpper, till ej för torra områden som åkerrenar och fruktträdgårdar.
Arten har normalt två generationer per år: En under våren kring april till maj, och en under sommaren, kring juli och augusti. Vårgenerationen är oligolektisk, den samlar pollen enbart från en växtfamilj, videväxter. Sommargenerationen är däremot polylektisk, den samlar pollen från ett flertal växtfamiljer som korsblommiga växter (bland annat släktena raps, senapssläktet, kålsläktet och gatsenaper), resedaväxter (resedor), rosväxter (Rosor), brakvedsväxter (getaplar) samt väddväxter (ängsvädd).
Hanarna är, som många andra humlehanar, så kallade patrullerare; under parningstiden flyger de runt längs bestämda banor i naturen och avsätter feromoner på objekt längs vägen, som sälgar eller enebuskar, för att locka till sig parningsvilliga ungdrottningar.
Honan gräver sina bogångar (med upp till tre larvkamrar i varje) i sandmark med liten eller ingen växtlighet.
Det förekommer att larvboet blir parasiterat av gullgökbi, vars larv lever av den samlade näringen, efter det att den dödat värdägget eller -larven dödats. Ibland kan de vuxna bina parasiteras av vridvingen Stylops bimaculatae.

## Utbredning
Arten förekommer i stora delar av Europa från södra Wales och södra England i väst till Kaukasien i öst, med nordgräns i höjd med Estland. Utanför Europa finns den i Nordafrika (Tunisien, Algeriet och Tunisien) samt från Turkiet, Israel och Jordanien österut över Irak och Iran till Mongoliet.
I Sverige finns arten från Skåne och Blekinge, ett antal fynd i Småland till Öland. De flesta av fynden i Småland betraktas som äldre, men senare observationer har gjorts i området kring Möckeln. Arten saknas i Finland.
I Sverige minskar arten, framför allt på grund av igenväxning av de sandmarker där den lever. Artdatabanken rödlistar den därför som sårbar (VU).

## Taxonomi
Taxonomin är omstridd hos denna art. Vissa forskare anser den vara en senflygande form av dådresandbi. (Andrena bluethgeni)